# Sebastián Cortés
Pour les articles homonymes, voir Cortés.
Sebastián Cortés Amado plus connu sous le nom de Sebastián Cortés, né à Albacete (Espagne, communauté autonome de Castille-La Manche) le 10 janvier 1951, est un matador espagnol. Père d'Antón Cortés, neveu de Manolo Cortés, il est, comme son oncle, d'origine gitane.

## Présentation et carrière
Il a commencé sa carrière dans le toreo comique en 1971 dans un spectacle intitulé La Revoltosa basé sur l'opérette en trois actes de Ruperto Chapí. Le 12 mai 1974, il se présente  à Bilbao, face à du bétail de la ganadería Barcial, toujours en spectacle comique, en compagnie de Jose Copete « Copetillo » et de  Enrique Pérez « Paco Lucena », considéré par El Pais comme le dernier bon torero comique en 1977.
Le 8 mai 1975, Sebastián Cortés fait sa présentation à Las Ventas, face à des novillos ganadería Gallego.
Le jour de son alternative à Alicante, le 22 juin 1975, face à un taureau de  la ganadería Torrestrella, sa prestation lui vaut deux oreilles. Il a pour parrain Paco Camino et pour témoin Dámaso González. Sa confirmation a lieu à Las Ventas pour la feria de San Isidro le 24 mai 1976, face au taureau Pajarito de la ganadería Baltasar Ibán. Il a pour parrain Paco Camino et pour témoin Ángel Teruel.
Il est victime de nombreuses blessures, et sa carrière est très courte. Il y met fin à Madrid avec Antonio Rubio « Macandro » et Andrés Vásquez le 15 mai 1979. Puis il fait une deuxième despedida en revenant le 11 septembre 1983 à Albacete, face à un taureau de l'élevage Juan Pablo Jiménez, avec Dámaso González et  Espartaco.
Il est devenu ensuite directeur de l'école taurine d'Albacete où a été formé son fils Antón Cortés,.